# ダラット大教会
聖ニコラス大聖堂（The St. Nicholas Cathedral ベトナム語: Nhà thờ chính tòa Đà Lạt、フランス語: Cathédrale Saint-Nicolas）またはバリ大聖堂の聖ニコラス（NhàThờChìnhToàThánhNicolaBari）ダラット大教会（ダラットだいきょうかい、ベトナム語：Nhà thờ chính tòa Đà Lạt ）は、ベトナムのダラット市にある教会である。ローマ・カトリック大聖堂であり、ホーチミン大司教区（別名サイゴン）のサフラガンであるダラット教区の本拠地。
別名をにわとり教会と呼ぶ。その理由は、鐘楼の上に鶏の銅像があることに由来する。ダラットで最大の教会でもあり、フランス人が残したこの都市で最も古く、最も典型的な建築作品の1つ。
ダラットはベトナム中部高原のラムドン省の省都で毎週日曜日には5つのミサがある。

## 建築
ダラット大教会は、ヨーロッパのローマ・カトリック教会の「モデル」に従って設計されている。十字架の形をした教会の地面は、長さ65m、幅14m、高さ47mの鐘楼である。 その高さで、街のあらゆる部分が教会の鐘楼から見ることができる。 教会の正面玄関はランビアン山に面している。
建物は1917年に建てられた古い教会の内を改造したもので、1931年から1932年にフランス人によって折衷的なロマネスク様式でカトリック教区として建てられたが、内部は1942年まで完成しなかった。

## 参考文献

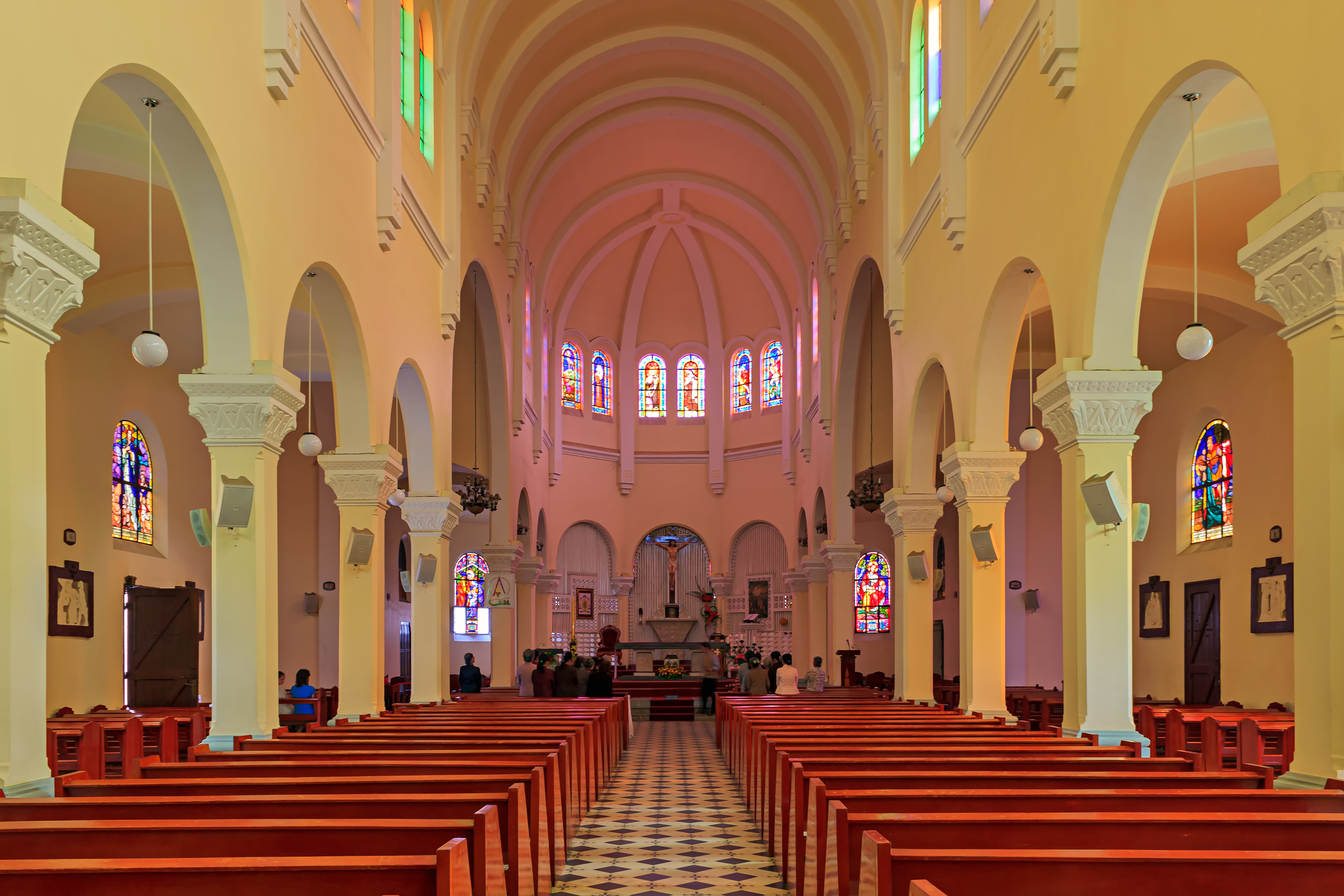
内部ビュー